# 빌리 엘리어트 (뮤지컬)

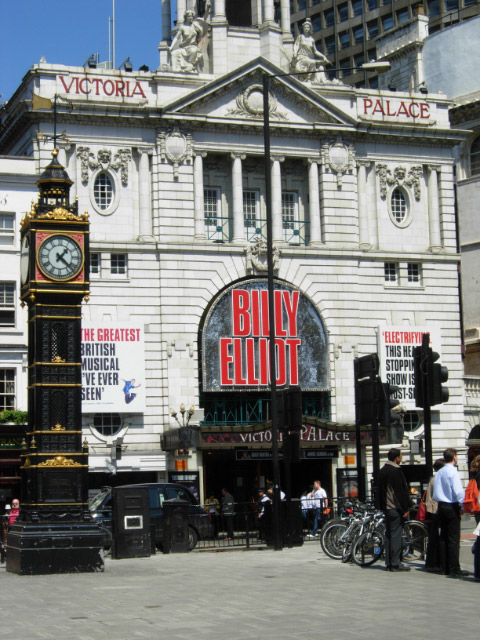

빌리 엘리어트(Billy Elliot: The Musical)는 동명의 영화 빌리 엘리어트를 토대로 2005년 영국의 웨스트엔드에서 초연된 뮤지컬로서 엘튼 존 작곡, 작사는 원작 소설의 작가인 리 홀(Lee Hall)이 맡았으며 피터 달링(Peter Darling)이 안무를 맡고 스티븐 돌드리가 연출했다.

## 프로덕션

#### 런던 초연 (2005-)
뮤지컬 빌리 엘리어트는 영국 웨스트엔드 소재의 빅토리아 팰리스 시어터에서 2005년 3월 31일 프리뷰와 함께 2005년 5월 11일 정식 초연되어 아직까지 공연중이다. 전하는 바에 따르면 550만 파운드(한화 약 100억)에 달하는 수익을 올렸다. 원작과 같이 제작사는 워킹 타이틀이며, 스티븐 달드리가 연출을 맡았고, 피더 달링이 안무를 담당했다. 리암 모어, 제임스 로마스, 조지 맥과이어가 빌리 엘리어트를, 하이든 그윈과 팀 힐이 각각 윌킨슨 부인과 빌리 아빠 역을 연기했다. 세트는 이안 맥닐이 디자인했고 의상은 니키 글리블랜드가 맡았다. 조명은 릭 피셔, 사운드는 폴 아르디띠가 맡았다. 오리지널 캐스트 앨범은 2006년 1월 10일에 발매됐다.

#### 시드니 (2007-2008)
뮤지컬 빌리 엘리어트는 시드니의 캐피탈 시어터에서 2007년 11월 13일 막을 올렸다. 달드리와 줄리안 위버가 연출을, 달링이 안무를 담당했다. 리스 코사코스키, 로클란 덴홈, 라미안 뉴튼, 그리고 닉 트위니가 주연을 맡았다. 작품은 큰 이목을 끌었으며, 2008년 1월에는 시드니 시어터 어워드에서 최고의 뮤지컬상을 수상했다. 뮤지컬 빌리 엘리어트는 또한 헬프만 어워드에서 최고의 뮤지컬상, 최고의 연출상, 최고의 안무상, 여우주연상 (제나비브 레몬, 윌킨슨 부인 역), 그리고 빌리 엘리어트를 연기 한 네 명의 소년들 모두 남우주연상 도합 7개 부문을 석권했다. 공연은 2008년 11월 9일 시드니에서 여덟명의 모든 빌리의 피날레와 함께 막을 내렸다.

#### 브로드웨이 (2008-)
뮤지컬 빌리 엘리어트의 브로드웨이 프로덕션은 임페리얼 시어터에서 2008년 10월 1일의 프리뷰와 함께 2008년 11월 13일 공식적으로 막을 올렸다. 런던 프로덕션의 제작진이 연출과 디자인을 담당했다. 빌리 엘리어트 역은 데이비드 알바레즈와 키릴 쿨리시, 트렌트 코왈릭이 맡았으며, 트렌트 코왈릭은 영국에서도 공연했다. 런던 프로덕션의 하이든 그윈이 윌킨슨 부인을, 그레고리 즈바라가 빌리 아빠 역을 연기했다. 뮤지컬 빌리 엘리어트는 2천만 달러(한화 약 200억원) 이상의 수익을 거두며 경제적으로도 또한 성공을 이뤘다. 토니 어워드의 역대 브로드웨이에서 가장 많이 노미네이트된 공연과 타이 기록으로 15개 부문에 노미네이트되었으며 10개 부문을 수상했다. 초연 세 소년은 토니 어워드에서 '뮤지컬을 이끈 최고의 배우상'을 수상했다. 프로덕션은 14개월만에 초기 투자비용 1천800만 달러를 회복했고 2010년에 판매 행진을 계속했다.

#### 멜버른 (2008-2009)
시드니 프로덕션은 멜버른의 허 마제스티 시어터로 극장을 옮겨 2008년 12월 13일 공연을 시작했다. 멜버른 프로덕션은 성공적인 공연 후에 2009년 6월 14일 막을 내렸다.

#### 첫 네셔널 투어 (2010-)
첫 번째 네셔널 투어로 여겨졌음에도, 공연은 보통의 투어들과 달랐다. 시카고, 토론토, 샌 프란시스코에서의 오랜 공연 기간이 그러하며 추가적인 장소와 투어 일정이 발표되었다.

#### 시카고 (2010)
뮤지컬 빌리 엘리어트는 시카고에서 2010년 3월 18일 프리뷰와 함께 4월 11일 포드 공연 예술 센터에서 공식적으로 막을 올렸다. 포드 공연 예술 센터는 북미 투어 공연의 시작이었다. 그러나 프로듀서 에릭 페너에 의하면, 그는 뮤지컬 빌리 엘리어트는 "시카고가 '가라'라고 하기 전까지 있을 것이다. 우리는 한 번에 한 가지만 맡을 수 있다."고 말했다. 그러하여 다른 북미 도시들은 시카고 프로덕션이 경과를 지켜 볼 동안 기다릴 수 밖에 없었다. 에밀리 스키너는 윌킨슨 부인역을 맡았고, 토미 베챌러, 지세뻬 바실리오, 시저 코랄레즈, 그리고 존 피터 비에르네가 빌리를 연기했다. 이후 마르쿠스 페이, 마일즈 얼릭이 빌리 엘리어트 역에 합세했다. 시카고 프로덕션은 2010년 11월 28일로 공연을 끝냈고, 토론토로 옮겨가게 된다. 37주동안 288회의 공연을 했다.

#### 토론토 (2011)
캐나다 프리미어 공연은 2011년 1월 28일 토론토의 캐논 시어터에서 시작된다. 토론토에선 시저 코랄레즈, 존 피터 비에르네, 마르쿠스 페이, 마일즈 얼릭이 무대에 선다.

#### 샌 프란시스코 (2011 - )
샌 프란시스코 프리미어 공연은 2011년 9월 13일 샌 프란시스코 웨스트 코스트의 오피엄 시어터에서 시작된다.

#### 두 번째 네셔널 미국 투어 (2010-)
두 번째 투어는 북부 캘리포니아의 더럼 공연 아트 센터에서 2010년 10월 30일에 시작됐다. 비록 이것이 미국과 캐나다 투어의 첫 프로덕션일지라도, 이 투어는 두 번째 네셔널 투어로 여겨진다. 지세뻬 바실리오, 마이클 다메스키, 카일랜드 헤더링턴, 렉스 이시모토와 다니엘 러셀이 주연을, 페이트 프린스가 윌킨슨 부인을 연기했다. 아빠 역에 리치 허버트, 할머니 역에 패티 퍼킨스, 토니 역에 제프 크리디, 조지 역에 조엘 블럼, 마이클 역에 그리핀 버니와 제이콥 질론키, 데비 역에 레이첼 므라크나가 각각 캐스팅됐다.

#### 서울 (2010-)
뮤지컬 빌리 엘리어트의 서울 공연은 2010년 8월 10일 프리뷰와 함께 8월 13일 LG 아트센터에서 막을 올렸다. 비 영어권 국가로서는 최초이며, 초대 빌리 역에 정진호, 이지명, 임선우, 김세용이 각각 캐스팅되었다. 윌킨슨 부인 역에는 정영주, 빌리 아빠 역에 조원희, 할머니 역에 이주실, 토니 역에 임재현, 조지 역에 함건수, 성인 빌리 역엔 신현지가 발탁되었고 마이클 역엔 김범준과 이성훈, 스몰보이 역엔 이준서와 탕준상, 데비 역에 박예은, 톨보이 역은 안민기가 맡았다.
2010년 한국 뮤지컬대상에서 최고의 외국 뮤지컬상, 남우신인상(정진호, 이지명, 임선우, 김세용, 빌리 엘리어트 역), 여우조연상 (정영주, 윌킨슨 부인 역)을 수상하며 3관왕을 거머쥐었다.이 공연은 2011년 2월 27일 막을 내린다.
광부 파업이 한창인 1984-1985년간의 더럼의 한 시골에서, 엄마가 없는 11세 소년 빌리 엘리어트는 권투 수업 도중 우연히 윌킨슨 부인의 발레 수업에 참가하게 되고, 춤의 매력에 끌리게된다. 빌리의 형 토니와 아빠, 그리고 이웃들이 경찰들과 충돌을 일으 킬 때에도 빌리는 춤을 춘다는 사실을 비밀로 한 채 댄스 수업을 이어나간다.
권투 코치인 조지는 빌리의 아빠에게 빌리가 한 달 동안이나 연습에 나오지 않았다는 사실을 알린다. 빌리의 아빠는 빌리가 돈을 권투 수업이 아닌 다른 곳에 썼다는 사실을 깨닫고 분개한다. 아들이 어디에 있었는지 알게 된 빌리의 아빠는 발레 수업을 급습하고 빌리가 춤을 추는 것을 금지한다. 빌리의 재능을 일찍이 알아 본 윌킨슨 부인은 빌리에게 런던에 위치한 로얄 발레 스쿨의 오디션을 볼 것을 제안한다. 빌리는 윌킨슨 부인과 함께 비밀스러운 발레 레슨을 계속하고 오디션을 위한 감명깊은 안무를 개발한다. 그 동안 빌리의 아빠와 형 토니는 유혈 사태를 일으키면서까지 매일 경찰과의 싸움에 임한다. 그들은 가족들을 거의 일 년간 이어져 온 충돌 속에서 지키고자 고군분투한다.
로얄 발레 스쿨의 오디션이 다가왔을 때, 윌킨슨 부인은 빌리를 데리러 가지만 빌리의 식구들과 노동 조합의 몇 임원들은 빌리를 집에 묶어두려한다. 그리고 윌킨슨 부인은 바로 오늘까지 빌리의 발레 연습을 가르친 것을 밝히게된다. 이 사실은 빌리의 아빠와 형 토니를 분노케 만들고, 모두의 앞에서 빌리의 이름을 부르며 빌리를 쩔쩔매게 만든다. 이 좌절은 빌리를 격노하게 만들고 1년 가까이 발레와 관련된 어떤 것에도 다가가지 않게 한다.
마을 회관에도 크리스마스는 다가왔다. 마이클은 떠났고 빌리는 오디션에 실패한 그 날로부터 처음으로 춤을 추기 시작한다. 문 앞에서 빌리의 아빠는 빌리의 모습을 지켜보고, 그는 윌킨슨 부인에게 찾아가 발레리노로서의 빌리의 장래에 대해 상의한다. 윌킨슨 부인은 빌리는 충분히 재능이 있지만 어떤것도 확신하지 못한다고 말한다. 그들은 빌리 아빠의 능력을 넘어선 어마어마한 수업 비용에 대해 논의한다. 빌리의 아빠는 빌리를 위해 노동 계급의 자존심을 버리기로한다.
빌리의 아빠는 빌리를 도울 수 있는 유일한 길은 일로 돌아가는 것 뿐이라고 결심한다. 토니가 파업 바리케이트를 넘어가는 아빠의 모습을 보았을 때, 토니는 격노하고 광부 조합과 빌리의 꿈을 위해 빌리를 돕는 것 중 더 중요한 것이 무엇인지에 대해 싸운다. 논쟁은 결국 격투를 부르게되고 그 과정에서 빌리가 뜻하지 않게 다친다.
빌리와 아빠는 로얄 발레 스쿨의 오디션장에 도착했다. 상류층 런던 사람은 빌리, 그리고 빌리 아빠와 매우 대조적이었다. 빌리 아빠는 심하게 북부 악센트를 쓰는 한 발레리노와 만난다. 그 발레리노는 그의 아버지가 결코 자신을 지지해주지 않았다고 말하며, 빌리 아빠에게 빌리를 '지원하라'고 날카로운 충고를 던진다. 빌리는 긴장 속에서 가라 앉은 심정으로 썩 훌륭치 못한 오디션을 끝났다. 화가 나 있는 상태에서 빌리는 한 소년과 맞닥뜨리고, 결국 얼굴에 주먹을 날리면서 분노를 쏟아붇는다. 심사의원진은 빌리를 힐난하며 학교의 꼼꼼한 기준을 일깨운다. 빌리는 오디션에서 떨어진 것처럼 보였으나, 심사의원진은 빌리의 배경과 상황에 대해 설명한 윌킨슨 부인의 열렬한 편지를 받고 빌리에게 춤을 출 때 느끼는 감정을 설명해보길 요구한다. 빌리는 그의 열정에 대한 진정한 감정을 온 몸으로 표현해낸다.
더럼으로 돌아와서, 빌리와 빌리의 아빠는 평소와 같은 생활을 이어간다. 그러던 어느 날 학교에서 편지가 도착하고, 빌리는 모두에게 떨어진 것처럼 이야기한다. 토니는 쓰레기통에서 구겨진 편지를 주웠고, 빌리가 장난을 쳤으며 합격했다는 사실을 알게된다. 그러나 광부들은 적어도 빌리가 잿더미 속에서 자라지 않는다는 사실에 안도한다. 빌리는 모든 광부들과 윌킨슨 부인에게 인사한다.

## 뮤지컬 음악
1막
- The Stars Look Down - 다 함께
- Shine - 발레걸즈, 윌킨슨 부인, 브레이스웨이트
- Grandma's song - 할머니
- Solidarity - 발레걸즈, 빌리, 윌킨슨 부인, 광부들과 경찰들
- Expressing Yourself - 빌리, 마이클, 앙상블
- The Letter (Mum's Letter) - 윌킨슨 부인, 빌리, 빌리 엄마
- Born to Boogie - 윌킨슨 부인, 빌리, 브레이스웨이트
- Angry Dance - 빌리, 남성 앙상블

2막
- Merry Christmas, Maggie Thatcher - 토니와 파티 손님들
- Deep Into the Ground - 빌리 아빠
- Swan Lake - 빌리와 성인 빌리
- He Could be a Star - 빌리 아빠와 토니
- Electricity - 빌리
- Once We Were Kings - 다 함께
- The Letter - Reprise(Billy's Reply) - 빌리와 빌리 엄마
- Finale - 다 함께

## 수상
- 2006 올리버 어워드 최고의 신 뮤지컬상, 남우주연상, 조명상 수상
- 2008 헬프만 어워드 최고의 뮤지컬상, 남우주연상, 여우주연상, 연출상, 안무상, 조명상, 음악감동상 수상
- 2008 그림 룸 어워드 최고의 뮤지컬상, 남우주연상, 여우주연상, 연출상, 안무상 수상
- 2009 토니 어워드 최고의 뮤지컬상, 최고의 스토리상, 남우주연상, 연출상 , 안무상, 오케스트라상, 무대디자인상, 조명상, 사운드 디자인상 수상
- 2009 드라마 데스크 어워드 최고의 뮤지컬상, 최고의 스토리상, 음악상, 남우주연상, 여우주연상, 안무상, 연출상, 오케스트라상, 조명상, 사운드 디자인상 수상
- 2010 한국 뮤지컬 대상 최고의 라이센스 뮤지컬상, 남우주연상, 여우조연상 수상